# Gaillan-en-Médoc
Gaillan-en-Médoc egy francia település Gironde megyében az Aquitania régióban. Lakosainak száma 2376 fő (2022. január 1.).

## Adminisztráció
Polgármesterek:
- 2001–2020 Jean-Brice Henry

## Demográfia
| Lakosok száma | 1229 | 1482 | 1773 | 2000 | 2148 | 2275 | 2323 | 2344 | 2355 | 2376 |
|               | 1968 | 1982 | 1990 | 2006 | 2013 | 2015 | 2017 | 2019 | 2020 | 2022 |